# Яколицы
Яколицы — деревня в Кувшиновском районе Тверской области России. Входит в  Тысяцкое сельское поселение.

## География
Деревня находится на реке Таложенка, притоке Осуги.

### Географическое положение
До районного центра Кувшиново — 14 км (по прямой); ближайшие деревни Тавруево (1,5 км) и Кунино (2 км).

## История
В 1970-80-е годы жители деревни трудились в колхозе «Восход» (центральная усадьба в деревне Большое Кузнечково).
В 1997 году — 5 хозяйств, 9 жителей.

### Административно-территориальная принадлежность
Во второй половине XIX — начале XX века деревня Яколицы входила в Бараньегорскую волость Новоторжского уезда Тверской губернии. В 1884 году — 36 двор, 165 жителей.
В 1940 году Яколицы в составе Бараньегорского сельсовета Каменского района Калининской области.
До 2005 года входила в состав Большекузнечковского сельского округа.
С 2005 по 2015 годы в составе Большекузнечковского сельского поселения. После его преобразования согласно Закону Тверской области от 17 декабря 2015 года № 119-ЗО входит в Тысяцкое сельское поселение. 

## Население
| 2008 | 2010 |
| ---- | ---- |
| 1    | →1   |

### Гендерный состав
По данным Всероссийской переписи населения 2002 года в гендерной структуре населения мужчины и женщин составляли по 50 % (2 мужчины, 2 женщины).

## Инфраструктура
Личное подсобное хозяйство.

## Транспорт
Деревня доступна автотранспортом по местной дороге Кунино-Яколицы.